# Cintura escapular
|  | Aquest article tracta sobre el conjunt omòplat i clavícula. Vegeu altres significats a Cintura pelviana i Cintura (anatomia) |

La cintura escapular fixa l'articulació glenohumeral al tronc, de manera que constitueix la comunicació entre el membre superior o toràcic i el tronc. La cintura escapular es troba formada per l'omòplat o escàpula, i per la clavícula.